# Hyophila apiculata
Hyophila apiculata är en bladmossart som beskrevs av Fleischer 1904. Hyophila apiculata ingår i släktet Hyophila och familjen Pottiaceae. Inga underarter finns listade i Catalogue of Life.